# Campeonato Tocantinense de Futebol de 2020 - Segunda Divisão
O Campeonato Tocantinense de Futebol - Segunda Divisão de 2020 foi a 12ª edição da segunda divisão da competição de futebol do estado de Tocantins. O campeonato teve início no dia 04 de novembro de 2020 e término no dia 6 de dezembro.

## Regulamento
O Campeonato Tocantinense de Futebol de 2020 - Segunda Divisão, será disputada em duas fases: na primeira, cinco times jogarão entre si em jogos de ida. Avançam para a final e se classificam para a elite do Tocantinense do ano seguinte as duas equipes que melhor pontuarem. Na final, as equipes jogam em partida única, em mando da melhor colocada, sagrando-se campeã a equipe vencedora.

### Critério de desempate
Os critério de desempate foram aplicados na seguinte ordem:
1. Maior número de vitórias
2. Maior saldo de gols
3. Maior número de gols pró (marcados)
4. Confronto direto (somente entre dois clubes)
5. Menor número de gols sofridos
6. Sorteio na sede da F.T.F.

## Equipes Participantes
- a. ^  O Araguaína oficializou a desistência no dia da abertura da competição e em seus jogos serão registrados o placar de 3 a 0 (W.O.) para os seus adversários, além do time pegar um gancho de 2 anos e multa de R$ 15 mil.[4]